# Fuente de Piedra
Fuente de Piedra is een gemeente in de Spaanse provincie Málaga in de regio Andalusië met een oppervlakte van 91 km². In 2007 telde Fuente de Piedra 2341 inwoners.